# Жан-Франсуа ван дер Мотт
Жан-Франсуа ван дер Мотт (8 грудня 1913 — 8 жовтня 2007) — бельгійський велогонщик.
Бронзовий призер Олімпійських Ігор 1936 року в командній шосейній гонці.